# Avant la course
Avant la course est le nom de trois tableaux à l'huile sur toile du peintre français Edgar Degas, peints de 1882 à 1884. Représentant une scène de sport hippique, l'une de ces toiles est exposée au Walters Art Museum de Baltimore.

## Réalisation
Trois peintures de Degas datées du début des années 1880 sont intitulées Avant la course. A cette époque, Degas est réputé avoir un cheval grandeur nature dans son studio. La présente version appartient à la collection du  Walters Art Museum, les deux autres sont dans les collections du Sterling and Francine Clark Art Institute et de Mrs. John Hay Whitney.

## Description
Des trois versions du tableau, celle du Walters Museum relève de l'ébauche plutôt que du travail achevé. Le sujet de la peinture est à peine suggéré et peu de pigments sont déposés.

## Parcours du tableau
Une reproduction d′Avant la course résistante aux intempérises et dotées d'un Qr Code  a été présentée pendant Off the Wall, une exposition de plein air dans les rues de Baltimore, Maryland, en 2013 et 2014. L'original du tableau exposé est celui du Walters Art Museum.